# ۷۰۵ (پیش از میلاد)
۷۰۵ (پیش از میلاد) ۷۰۵مین سال قبل از تقویم میلادی است.